# Dicarbonsäuren
Dicarbonsäuren sind Carbonsäuren, die über zwei Carboxy-Gruppen (–COOH) verfügen. Carbonsäuren mit nur einer Carboxygruppe bezeichnet man als Monocarbonsäuren. Als Dicarbonsäuren bezeichnet man alle Verbindungen mit zwei Säuregruppen, ohne die Struktur des Molekülrestes näher zu definieren.

## Alkandicarbonsäuren

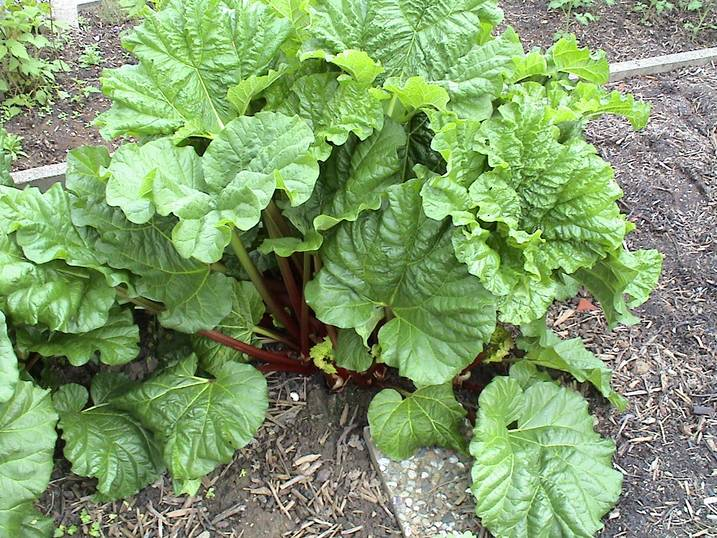
Rhabarber (Rheum rhabarbarum) enthält Oxalsäure

Die homologe Reihe der unverzweigten gesättigten Dicarbonsäuren, die nach IUPAC auch als Alkandisäuren bezeichnet werden, beginnt mit der Oxalsäure (HOOC–COOH), gefolgt von der Malonsäure mit drei Kohlenstoff-Atomen und der Bernsteinsäure mit vier C-Atomen in der Stammkette. Für die Synthese von Polyestern oder Polyamiden bedeutsame Carbonsäuren sind die Adipinsäure und die Sebacinsäure mit einer Kettenlänge von sechs bzw. zehn Kohlenstoff-Atomen.
Die Schmelzpunkte der gesättigten Dicarbonsäuren alternieren, die Carbonsäuren mit gerader C-Zahl haben höhere Schmelzpunkte, als die folgende mit ungerader C-Zahl.
Steht die eine Carboxy-Gruppe am ersten Kohlenstoffatom und die andere am letzten Kohlenstoffatom einer oftmals längeren (CH2)n-Kette, so werden die Verbindungen auch als α,ω-Dicarbonsäuren bezeichnet.
| gesättigte Dicarbonsäuren | gesättigte Dicarbonsäuren | gesättigte Dicarbonsäuren | gesättigte Dicarbonsäuren | gesättigte Dicarbonsäuren    | gesättigte Dicarbonsäuren | gesättigte Dicarbonsäuren |
| Ketten- länge             | Trivialname               | Chemische Bezeichnung     | Bruttoformel              | Vorkommen                    | Schmelz- punkt [ °C]      |                           |
| ------------------------- | ------------------------- | ------------------------- | ------------------------- | ---------------------------- | ------------------------- | ------------------------- |
| 2                         | Oxalsäure                 | Ethandisäure              | HOOC–COOH                 | Rhabarber, Knöterichgewächse | 189,5                     |                           |
| 3                         | Malonsäure                | Propandisäure             | HOOC–CH2–COOH             | Zuckerrübensaft              | 135,6                     |                           |
| 4                         | Bernsteinsäure            | Butandisäure              | HOOC–C2H4–COOH            |                              | 185–187                   |                           |
| 5                         | Glutarsäure               | Pentandisäure             | HOOC–C3H6–COOH            | Saft unreifer Zuckerrüben    | 97–98                     |                           |
| 6                         | Adipinsäure               | Hexandisäure              | HOOC–C4H8–COOH            | Zuckerrübe, Rote Beete       | 153                       |                           |
| 7                         | Pimelinsäure              | Heptandisäure             | HOOC–C5H10–COOH           |                              | 105                       |                           |
| 8                         | Korksäure, Suberinsäure   | Octandisäure              | HOOC–C6H12–COOH           |                              | 142                       |                           |
| 9                         | Azelainsäure              | Nonandisäure              | HOOC–C7H14–COOH           |                              | 106,5                     |                           |
| 10                        | Sebacinsäure              | Decandisäure              | HOOC–C8H16–COOH           | Wunderbaum (Rizinusöl)       | 134,5                     |                           |
| 11                        |                           | Undecandisäure            | HOOC–C9H18–COOH           |                              |                           |                           |
| 12                        |                           | Dodecandisäure            | HOOC–C10H20–COOH          |                              | 126,5–127                 |                           |
| 13                        | Brassylsäure              | Tridecandisäure           | HOOC–C11H22–COOH          |                              | 112–113                   |                           |
| 14                        |                           | Tetradecandisäure         | HOOC–C12H24–COOH          |                              | 125,8                     |                           |
| 16                        | Thapsiasäure              | Hexadecandisäure          | HOOC–C14H28–COOH          |                              | 124–124,2                 |                           |

## Alkendicarbonsäuren
Die bekanntesten Alkendisäuren, die eine C=C-Doppelbindung enthalten, sind die Maleinsäure und die Fumarsäure.

## Aromatische Dicarbonsäuren
Aromatische Dicarbonsäuren, wie Terephthalsäure sind für die Synthese von Kunststoffen wie z. B. PET wichtig; die Ester der isomeren Phthalsäure sind bedeutende Weichmacher.

## Weitere wichtige Dicarbonsäuren
- Tartronsäure
- Weinsäure
- Äpfelsäure
- α-Ketoglutarsäure – Zwischenprodukt im Citratzyklus
- Oxalessigsäure
- Glutaminsäure –  eine proteinogene α-Aminosäure
- Asparaginsäure – eine proteinogene α-Aminosäure